# アニコム ホールディングス
アニコムホールディングス株式会社（英語: Anicom Holdings, Inc.）は、日本の保険持株会社の一つ。ペット保険専門のアニコム損害保険などを傘下に抱える。

## 概要
2000年（平成12年）4月、「動物福祉の向上を目指し、動物愛護に努めると共に、人間とのより良い共生関係の構築に努める」という理念の下、ペット共済「anicomどうぶつ健康保障共済制度（どうぶつ健保）」を運営する「動物健康促進クラブ（anicom）」を設立、この3ヶ月後の同年7月に「anicom」から「どうぶつ健保」に係る事務の委託先として「株式会社ビーエスピー（BSP）」を設立した。この「(株)ビーエスピー」が当社（アニコムHD）の前身となっている。
2度の商号変更を経て現社名を名乗っているが、2度目の商号変更実施の前年にあたる2007年（平成19年）の暮れに傘下のアニコム損害保険〔当時は「アニコムインシュアランスプランニング（株）」〕がペット保険を専門に取り扱う企業として初めて損害保険業免許を取得、これと時を同じくしてアニコムHD〔当時は「アニコムインターナショナル（株）」〕もまた保険持株会社としての認可を受けた。
保険持株会社認可から3年後の2010年（平成22年）に東京証券取引所マザーズ市場に上場、更にその4年後の2014年（平成26年）には東証1部への市場変更した。

## 社名・ロゴの由来

### 社名
「アニコム」という社名については、ラテン語で「命、魂」を意味する「anima」から採られた”ani”と、「相互理解」を意味する”commnication”との足し合わせから来ていると説明されている。そして、これら2つの単語の足し合わせには「”命”と”命”、つまり人と人が相互に理解し合い協力することが原点となって、無限に新たな価値を生み出せる」という想いが込められており、このことがアニコムに於ける企業活動の根源とされている。

### ロゴ
アニコムグループとしてのロゴには、アルファベット2文字の”CO”を基にした「COロゴ」と、前記「アニコム」という社名の由来からつくられた「anicomロゴ」の2つが存在し、これらをひっくるめる形で商標登録が為されている。
これらのうちの「COロゴ」について、アニコムHDでは「『CO』には『つなぐ』という意味を有し、アニコムの『”命”と”命”がお互いに理解し、協力しあう』という企業理念に合致する」と説明、更にカラーリングについては「『命』をイメージする植物の芽の色、アニコムライトグリーンを配している」と説明している。
この「COロゴ」はアニコムグループ全体としてのロゴとして使用される他、グループ内では持株会社であるアニコムHDのほか、アニコムHD傘下のアニコム フロンティア及びアニコム先進医療研究所に於いても同じく使用されている。

## 「どうぶつ」表記の理由
アニコムグループでは、「動物」という表記について、一部の例外を除いて平仮名の「どうぶつ」表記を採用してきている。
この理由についてアニコムHDは、近年ペットが人間社会にとってより身近な存在になってきていることに伴って、飼い主のペットに対する意識がこれまでの”「モノ（物）」扱い”から”家族の一員”へと変化しつつあり、こうした背景に基づいて医療対象としてのペットについても人間と共生する家族の一員として表現すべきと考え、平仮名の「どうぶつ」で表記している、というふうに説明している。

## 歴史

### 設立に至る経緯
1992年（平成4年）に東京海上火災保険（現・東京海上日動火災保険）に京都大学から新卒入社し、途中3年間の経済企画庁（現・内閣府）への出向も挟みながら、約8年間、法人営業関連の部署などで仕事をしていた小森伸昭は、経済企画庁に出向していた頃に健康保険制度の実態と直に向き合い、解決策として保険証の有効性確認を病院窓口で確認することや、患者個々のカルテを病院に帰属せずオープンにすること等を考えるようになっていた。
1999年（平成11年）12月に獣医師である親族（弟）が動物病院を開業、経済企画庁への出向期間を満了して東京海上火災に戻っていた小森は同年の暮れに帰省、その弟が開いた動物病院を手伝った。その過程の中で、ふと”ペット向け健康保険”のアイディアが出てきた。人間を対象とする健康保険制度に倣って構築されたペット保険はきっとビジネスとして成立する、と考えるようになった小森は、弟からの勧めもあり、ビジネスプランなどを作り上げ、2000年（平成12年）5月、約8年間勤めた東京海上火災を退社。
退社前月にあたる2000年（平成12年）4月にペット共済「anicomどうぶつ健康保障共済制度（どうぶつ健保）」の運営を目的とする動物愛護者団体「動物健康促進クラブ（anicom）」を立ち上げており、団体立ち上げの約3ヶ月後に共済事務を担当する「株式会社ビーエスピー（BSP）」を創業。構築してきたビジネスプランに則って電子レセプトシステムを構築したり、更には保険料設定や募集パンフ作成をする等して同年12月1日の共済事業開始を迎えた。
尤も、共済事業開始前月〔2000年（平成12年）11月〕に共済加入者募集を開始しているが、当初は加入者が集まらず、共済事業開始早々、資金繰りに行き詰まるという事態に陥った。追い詰められた創立者の小森は、資金集めに奔走しベンチャーキャピタルからの出資を取り付けることに成功した。共済事業開始から約5ヶ月経過した2001年（平成13年）4月、全国紙の紙面に「新しいペット保険登場！」という見出しの記事が掲載され、以後、共済加入者を順調に増やすに至った。

### 沿革

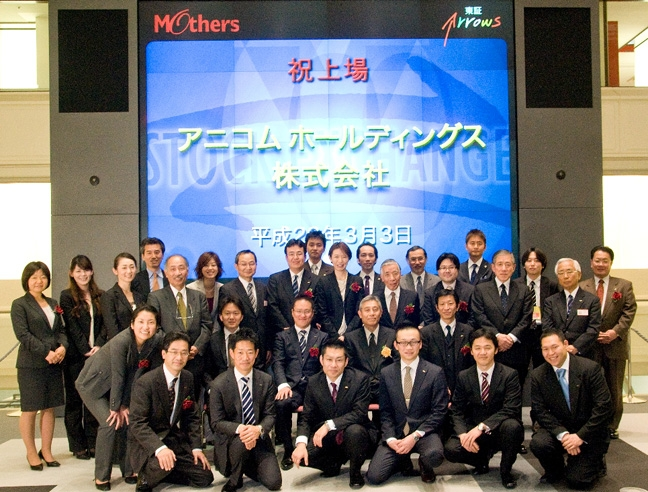
アニコムHDが東証マザーズ市場に上場した際に撮られた記念写真（2010年3月3日・東京証券取引所にて）

以下はディスクロージャー誌、有価証券報告書に基づく。
- 2000年（平成12年）
  - 4月 ペット共済「anicomどうぶつ健康保障共済制度（どうぶつ健保）」運営を目的とする「動物健康促進クラブ（anicom）[注 1]」を設立
  - 7月 「anicom」から「どうぶつ健保」に係る事務を受託すべく「株式会社ビーエスピー」を東京都豊島区に設立
  - 11月 「anicom」が「どうぶつ健保」の募集を開始
  - 12月1日 「どうぶつ健保」事業開始
- 2001年（平成13年）7月 - ペットショップ店頭取扱の幼齢ペットを対象とする共済商品（のちのアニコム損保「どうぶつ健保べいびぃ」の原型）の販売を開始
- 2004年（平成16年）12月 - 「anicom」からペットコミュニティ雑誌の編集発行及び発送業務を受託すべく「アニコムパフェ株式会社」を東京都新宿区に設立
- 2005年（平成17年）
  - 1月 「(株)ビーエスピー」を「アニコムインターナショナル株式会社」に商号変更すると共に、本社を豊島区から新宿区に移転
  - 2月 「anicom」からコールセンター業務、パンフレット及び更改案内の発送業務、共済証券発行業務等を集約して受託すべく「アニコムフロンティア株式会社」を新宿区に設立[22]
  - 7月 大阪府大阪市中央区に近畿支店を開設
  - 10月 北海道札幌市中央区に北海道支店を、福岡県福岡市中央区に九州支店を、それぞれ開設
- 2006年（平成18年）
  - 1月 保険会社設立準備子会社「アニコムインシュアランスプランニング株式会社」を新宿区に設立
  - 4月 会社分割により、ペット保険事業に係るシステムを含む営業基盤を「アニコム インシュアランス プランニング(株)」に委譲
  - 6月 改正保険業法の施行を受けて「anicom」が特定保険業者として届け出る
  - 8月 愛知県名古屋市中区に中部支店を開設
- 2007年（平成19年）12月26日 - 「アニコム インシュアランス プランニング(株)」が「アニコム損害保険株式会社」に商号変更の上で損害保険業免許を取得。更に「アニコム インターナショナル(株)」が保険持株会社としての認可を受ける[23][24][25]
- 2008年（平成20年）
  - 1月 「アニコム損害保険(株)」、損害保険事業を開始
  - 3月末日 この日を以て「anicom」としての新規契約募集を終了[22]
  - 6月 「アニコムインターナショナル(株)」が「アニコムホールディングス株式会社」に商号変更
- 2009年（平成21年）
  - 1月 「アニコム損害保険(株)」に於いてオンライン加入手続きサービスの運用を開始
  - 3月30日 関東財務局から「anicom」に対し特定保険業の廃止承認を通知（既存契約が全て満期となったため）[22]
  - 4月 「anicom」が特定保険業の廃業を届け出る
  - 11月 日本の家庭動物に関するデータ集として「家庭どうぶつ白書」を創刊
- 2010年（平成22年）
  - 2月末日 「アニコムフロンティア(株)」が、この日を以て「anicom」からの保険関連業務受託を終了[22]
  - 3月3日 東京証券取引所マザーズ市場に株式上場[26]
  - 3月23日 「anicom」が団体として解散を決議[22]
- 2014年（平成26年）
  - 1月 どうぶつ医療分野における基礎研究の推進、科学的根拠に基づく診療方法の確立、先進医療の開発に向けた臨床研究等を行うべく「日本どうぶつ先進医療研究所株式会社（のちの『アニコム先進医療研究所株式会社』）」[注 7]を新宿区に設立
  - 5月 宮城県仙台市青葉区に東北支店を開設
  - 6月10日 東証マザーズ市場から同本則市場第一部に市場変更[29]
  - 10月 岡山県岡山市に中四国支店を開設
- 2015年（平成27年）7月 コーポレート・ベンチャー・キャピタル事業を行うべく「アニコムキャピタル株式会社」を新宿区に設立
- 2016年（平成28年）4月 動物の再生医療に関する事業を行うべく、富士フイルムと合弁で「セルトラスト・アニマル・セラピューティクス株式会社」を設立

## 関係会社
以下はディスクロージャー誌、有価証券報告書に基づく。

### 事業子会社（アニコムグループ）
アニコム損害保険（中核）
損害保険の一種であるペット保険の取扱を専門とする、日本初の保険会社として知られる。保険金請求に於ける世界初の試みとして、提携する動物病院に於いて人間に対する健康保険（公的医療保険）制度に倣った窓口精算の仕組みを構築。2017年（平成29年）3月末時点に於いて、保険取扱対象動物はイヌ・ネコなど計13種、保有契約件数は635,670件となっている。2016年度の正味損害率（損害率）は56.5%、E/I損害率は58.9%、ソルベンシー・マージン比率は295.6%。
アニコムパフェ
動物病院向けカルテ管理システム「アニコムレセプター」の開発・販売・サポート業務を初めとする動物病院経営支援、ペット関連専門学校向けオリジナル講座の提供を初めとする教育事業などを手がける。
アニコムフロンティア
動物関連業界に特化した求人サイト「アニジョブ（anicom jobs）」の運営（有料職業紹介事業）、および保険代理店業（取引先企業等を対象とする損害保険および生命保険の募集・販売）を手がける。
アニコム先進医療研究所
ペット保険の健全かつ持続的な成長を支えるべく、獣医療分野における基礎研究の推進、科学的根拠に基づく診療方法の確立、先進医療の提供を目指す。
アニコムキャピタル
主にアニコムグループとのシナジーが見込める、ペット関連市場および獣医療分野に於ける有望なベンチャー企業や研究等に対する投資や育成を手がける。

### 持分法適用関連会社
セルトラスト・アニマル・セラピューティクス
富士フイルムとの合弁会社で、出資比率は富士フイルムが51%、アニコムHDが49%。獣医療分野に於ける先端医療の開発・提供、医療情報サービス提供などを手がける。2017年10月には、ヒト再生医療の基準に則った細胞培養施設を併設する日本初の動物診療施設「動物再生医療センター病院」を開院した。

## 標語
少なくとも2007年（平成19年）頃にネット上に初登場しており、現在では主に2つのディスクロージャー誌（『アニコム ホールディングスの現状』・『アニコム損害保険の現状』）および『家庭どうぶつ白書』の中で使われてきている。
現在に至るまでに、以下に挙げる2つの標語がつくり出されてきている。
ペットはいません。家族ならいますが。（2007年～2014年）
ペット共済「どうぶつ健保」時代の末期で損害保険業免許が下りた年にあたる2007年（平成19年）の初旬頃に当時の公式Webサイト上に登場、アニコム損保によるペット保険事業開始を経て、2013年（平成25年）7月に発行されたディスクロージャー誌2誌と2014年（平成26年）7月発刊の『家庭どうぶつ白書2014』まで使用されていた。
アニコム側では、この標語の中に登場する「ペット」という語句について、支配者としての飼い主と被支配者としての動物という基本構造を窺わせるニュアンスがある──と説明する一方で、動物行動学者マイケル・W・フォックスが自著の中で提唱したことがきっかけとなって「コンパニオンアニマル（伴侶動物）」として接するという考え方も生まれてきており、この言葉には「家族」という意味合いも包含する──とも説明している。
当該標語が公式に使用されていた当時、アニコムのオフィス内では、朝礼の時間に於いて、一般的な挨拶などと共に当該標語も全社員で唱和していたほか、2010年頃まで発行されていた保険契約者向け『ご契約のしおり』に於いても「アニコム損保のフィロソフィ」としてこの標語を掲げていた。
きみが、心の発電所。（2014年～）
2014年（平成26年）7月に発行されたディスクロージャー誌2誌と2016年（平成28年）7月発刊の『家庭どうぶつ白書2016』以降、使用されてきている《2015年（平成27年）7月発刊の『家庭どうぶつ白書2015』誌上には標語は掲載されなかった》。
アニコムグループに飼い主から寄せられた声のうち、ペットと暮らしてよかった点については「精神的な安らぎがある」・「家族の会話が増えた」・「生活が規則正しくなった」などといった声が、またペットを家族だと感じる時については「帰宅したときに玄関でしっぽを振りながら迎えてくれるとき」・「自分の帰りを楽しみにしてくれているとき」といった声が、それぞれ寄せられてきている。
こうしたことから、人間がペットを想い愛する一方、ペットは人間の家族に疲れを癒やす効果をもたらすと共に翌日に向けて活力を与える存在である──というふうに導出され、そのことを踏まえて当該用語が生み出されたと考えることが出来る。
通常この標語は、「飼い主・ハートを象った電球・動物」を描いたイラスト（飼い主と動物の間に小さなハートマークが幾つもちりばめられている）と共に掲げられる。前出のディスクロージャー誌2誌と『家庭どうぶつ白書』のほか、アニコム損保の現行公式Webサイト内『アニコムの想い』ページ内にも前出イラストと共に掲載されている。
更に、当該標語に関連して、グループ中核企業であるアニコム損保が2015年（平成27年）暮れから2016年（平成28年）中頃にかけて「心の発電力がアップした、かわいいわが子の『とっておきの一枚』」というテーマ設定にて「第2回どうぶつフォトコンテスト」作品募集を実施、入賞作品は2016年（平成28年）3月前半の半月間借り切った山手線電車1編成の車両内外に展示されていたが〔山手線ジャック（ADトレイン…アニコムトレイン）〕、この車内にも当該標語を前出イラスト付にて掲出していた。

## テレビ番組
- 日経スペシャル カンブリア宮殿 新しい保険を生み出せ！ ～ペット保険から保険を変える 業界の風雲児の挑戦～（2012年1月26日、テレビ東京）[52]